# The Hell of Steel
The Hell of Steel: Best of Manowar è una raccolta della band heavy metal Manowar. Essa fu pubblicata nel 1994 dall'Atlantic Records.

## Tracce
1. Fighting the World – 3:46
2. Kings of Metal – 3:43
3. Demon's Whip – 7:44
4. Warrior's Prayer – 4:20
5. Defender – 6:01
6. Crown and the Ring – 4:46
7. Blow Your Speakers – 3:36
8. Metal Warriors – 3:59
9. Black Wind, Fire and Steel – 5:17
10. Hail and Kill – 5:54
11. Power of Thy Sword – 7:49
12. Herz Aus Stahl – 5:10
13. Kingdom Come – 3:55
14. Master of the Wind – 5:27

## Formazione
- Karl Logan - chitarra
- Joey DeMaio - basso
- Scott Columbus - batteria
- Eric Adams - voce